# Love Grows (Where My Rosemary Goes)
Love Grows (Where My Rosemary Goes) è una canzone del gruppo one-hit wonder Edison Lighthouse, scritta da Tony Macaulay, Barry Mason e Sylvan Whittingham. Essa è salita in prima posizione nella Official Singles Chart il 31 gennaio 1970 ed è rimasta tale per cinque settimane; inoltre è stata numero 5 negli Stati Uniti e numero 3 in Canada.

## Cover
- Anni-Frid Lyngstad fece una cover della canzone nel 1970 stesso, intitolandola Där du går lämnar kärleken spår.
- Uschi Glas incise una cover in tedesco nel 1970, dal titolo Wenn dein Herz brennt.
- Il gruppo indie pop britannico The Siddeleys inserì una cover del brano nell'album compilation Alvin Lives (In Leeds) - Anti Poll Tax Trax (1990).
- Nel 1995 il gruppo svedese Distans (più tardi Frida & dansbandet) suonò la canzone nella sua lingua d'origine, intitolandola När du ler ("Quando sorridi")
- I Little Man Tate eseguirono una cover della canzone a Broadwalk (Sheffield) il 5 luglio 2007 Bolton Soundhouse il 6 luglio.
- Il cantautore Freedy Johnston inserì una cover del brano nel suo album Right Between the Promises.

## Cinema e televisione
- Si trova fra le ultime canzoni della colonna sonora del film Amore a prima svista. Inoltre la protagonista femminile, interpretata da Gwyneth Paltrow, è stata nominata Rosemary.
- Si trova nella colonna sonora del film Innamorarsi a Manhattan (nel quale la protagonista femminile si chiama Rosemary), eseguita da Freedy Johnston.
- È stata citata in un episodio della quinta stagione de I Soprano.
- In Le iene viene citata da uno speaker di una radio locale fittizia, Super sound degli anni settanta.